# 夏瀛洲
夏瀛洲（1939年7月5日—），山東諸城人，中華民國空軍二級上將退役，由總統李登輝親自提拔晉升中將與上將，屬於中國國民黨黃復興黨部。

## 生平

### 軍隊生涯
1962年，畢業於中華民國空軍軍官學校第42期。之後至軍隊服役。
1962年，任中華民國空軍第3飛行聯隊3大隊7中隊少校分隊長。至三軍大學戰爭學院進修。
於1990年9月1日至1994年1月1日間，擔任中華民國空軍軍官學校第三十任校長，隨後由陳肇敏中將接任。1996年8月1日擔任副參謀總長，1996年12月1日晉升空軍二級上將。1999年2月1日轉任三軍大學第十任校長，2000年5月8日整併，改名為國防大學，而夏瀛洲亦擔任改編後首任校長，至2002年1月31日為止。2003年9月退役。曾任總統府戰略顧問。

## 退役生涯
2010年4月，許歷農組織新同盟會退役將領參訪問團訪大陸，其中包括八位退役中將和七位退役少將，夏瀛洲參與其中，獲得國台辦主任王毅接見。同年5月，參與發起首屆中山黃埔兩岸情論壇。

## 爭議
2011年6月8日，依照中國大陸媒體中評社報導，夏瀛洲以前國防大學校長身份前往北京與中共將領交流，於6月5日晚參與第二屆「中山‧黃埔‧兩岸情」論壇時發言「今後不要再分什麼國軍、共軍，我們都是中國軍隊」。夏瀛洲這番被指「敵我不分」的說話在台灣引起爭議：
- 泛綠陣營認為夏瀛洲這番言論應該處以停止支付退休俸及優惠利息，並藉此譴責馬政府親中；
- 泛藍也予以譴責，馬英九總統則譴責這樣的發言是背叛臺灣人民，並要求查證。
- 資深媒體人黃光芹指他的這番話是喪權辱國的行為，連切腹自殺都不夠[4]。
- 而與會者之一的中國軍事科學院少將羅援認為，這番話讓他深深感到「兩岸軍人就是打斷骨頭還是連著筋」[6]。夏瀛洲說羅援後來碰面時私下為風波抱歉[7]。

儘管如此，夏瀛洲接受新新聞訪問的時候，強調自己在大陸時並沒有做出過「今後不要再分什麼國軍、共軍，我們都是中國軍」的發言，而且也澄清自己所提出的統一並非是指當今兩岸立即性的統一，而是指抗戰期間蔣中正所主導下，中國民眾不分黨派聯合團結抵抗侵略者時的統一。
2013年2月，夏瀛洲參加中華民國空軍樂山長程預警雷達啟用儀式，遭質疑可能因此將機密外洩給中華人民共和國。
2014年6月16日，參加完高雄黃埔建軍紀念活動後，6月17日，夏瀛洲與王文燮、羅文山、陳廷寵等退役將領，組團至中國大陸參加黃埔建軍紀念活動。他們先往北京，參加由中共中央統戰部主持的黃埔座談會，與俞正聲進行會談。之後轉往廣州參與相關紀念活動。
夏瀛洲長期主張以親中共的立場來取代親美國。
2016年11月12日，夏瀛洲赴中國大陸北京，參與第六屆中山黃埔兩岸情論壇，並出席「紀念孫中山先生150年誕辰紀念大會」，期间夏瀛洲坐在檯下聆聽大陸領導人、中共總書記習近平訓詞演講，並起立唱中華人民共和國國歌。此事被前立法委員姚立明評為「這種人不叫自己打自己耳光嗎？這些人居然還在街上要求人家給他尊嚴，還反對別人改陸軍官校的校歌？這就是這一群軍人的自甘墮落，自己在侮辱自己」、「我真想給他呸，丟臉丟死人。」文史作家管仁健亦連續撰文譏評。
立法院國防委員會於2016年11月14日通過提案指夏瀛洲、王文燮、吳斯懷等人「迄今持續領取終身俸等各類退撫給與，且中國官方迄今對我國敵意未滅，自應注意其赴中時期之言行及參加活動之性質」、卻「無視於國防部及退輔會頒布之相關規定與規範，毫無顧及我社會觀感輿情、重傷國軍弟兄防衛保台情感，嚴重違悖軍人對國家之政治忠誠義務與榮譽」，「建請陸委會、國防部與退輔會等相關單位徹查，並考慮取消退俸及其相關獎、勳章」。立法院將修法規範停止未經許可赴中國大陸參與政治活動之退職人員領取退休俸的權利。
2021年11月4日，夏瀛洲接受《环球时报》记者采访，「解放军战机出现在台湾岛西南空域，是在自己的国土上，完全有权去巡逻。」其言论再次引发争议。